# Салиштеа (Алба)
Салиштеа (рум. Săliștea) насеље је у Румунији у округу Алба у општини Салиштеа. Oпштина се налази на надморској висини од 251 m.

## Становништво
Према подацима из 2011. године у насељу је живело 1272 становника.